# Белорусская хатка
«Белорусская хатка» (бел. «Беларуская хатка») ― культурно-просветительный клуб белорусской художественной интеллигенции в Минске в 1916—1920-х годах.

## Создание и деятельность «Белорусской хатки»
Клуб образовался вследствие минских белорусских вечеринок (вечарын), где собравшаяся по интересам молодёжь читала вслух произведения белорусских писателей, пела белорусские народные песни. Название произошло от поэтических строк Янки Купалы:

Бедна, хатка, ты,
Але вечная,
І палацы ўсе
Перастоіш ты.

С самого начала в этих вечеринках участвовали молодые писатели Владислав Голубок, Максим Богданович, Зоська Верас, Всеволод Фальский.
Позже в кругу «Белорусской хатки» возникли Первое товарищество белорусской драмы и комедии с режиссёром Флорианом Ждановичем. Образовалась также и театральная труппа во главе с Франтишком Олехновичем, Минское товарищество работников искусств, драматическая секция Белорусской театральной громады, белорусский хор под руководством Владислава Теравского.
Клуб размещался в доме на территории бывшего конного базара (ныне бывший 1-й троллейбусный парк Минска).
О деятельности клуба писалось в газетах «Вольная Беларусь», «Беларусь».
После 1920 года клуб под названием «Беларуская хатка ў Вільні» переместился в Вильно. Там издавалась на белорусском языке в ноябре-декабре 1926 года на средства Белорусского крестьянского союза газета «Белорусская хата» (редакторы А. Кабычкин и Н. Малейко).

## Петроградский клуб «Белорусская хатка»
Клуб с таким же названием, созданный петроградским отделением Белорусского национального комиссариата и Петроградской белорусской секцией РКП(б) для подготовки кадров для работы в Белоруссии, существовал в 1918—1919 годах в Петрограде. При клубе действовали общеобразовательные курсы и школа политграмоты. К декабрю 1918 года в клубе состояло 207 человек.
С 1991 года в Минске существует филиал Литературного музея Максима Богдановича под названием «Белорусская хатка».